# Blaubarts jüngste Frau
Blaubarts jüngste Frau (Barbe bleue) ist ein französischer Spielfilm von Catherine Breillat aus dem Jahr 2009. Er beruht auf dem 1697 veröffentlichten Märchen Blaubart von Charles Perrault und handelt von dem weiblichen Wissensdrang und den Versuchen patriarchalischer Männer, diesen zu bestrafen.
Breillat interessierte sich für das Märchen, weil das Mädchen darin einen Serienmörder liebt, obwohl es um ihn Bescheid weiß und weil das Mädchen mit seinen Ängsten umgehen kann. Uraufgeführt wurde das Werk auf der Berlinale 2009 außerhalb des Wettbewerbs. Noch im selben Jahr, am 6. Oktober 2009, wurde der Film von Arte ausgestrahlt.

## Handlung
Zwei unbeaufsichtigte kleine Mädchen schleichen auf den Dachboden des elterlichen Hauses. Dort finden sie ein Buch, aus dem die jüngere der verängstigten älteren genüsslich das jahrhundertealte Märchen von Blaubart vorliest: Zwei Klosterschülerinnen, Anne und ihre jüngere Schwester Marie-Catherine, werden von der Oberin nach Hause geschickt, weil ihr Vater tödlich verunglückt ist. Die Mädchen und ihre Mutter stehen mittellos da. Der reiche und fürchterliche Unhold Blaubart, von dem es heißt, seine früheren Ehefrauen seien alle spurlos verschwunden, sucht eine neue Gemahlin. Dazu ruft er Frauen und Mädchen aus der Umgebung zu einem Fest, um sich eine passende auszusuchen.
Marie-Catherine wird seine nächste Frau. Statt in eines der geräumigen Gemächer der Burg zu ziehen, wählt sie eine schmale Kemenate. Blaubart darf sie nicht anrühren, bis sie zwanzig Lenze zählt. Als er wegen geschäftlicher Besorgungen für mehrere Wochen verreist, übergibt er ihr einen Bund mit Schlüsseln zu sämtlichen Räumen der Burg und rät ihr, Feste mit jungen Leuten zu veranstalten, um sich die Zeit zu vertreiben. Erst kurz vor seiner Rückkehr folgt sie seiner Empfehlung. Sie sagt ihm, wie sehr sie ihn vermisst habe. Nach einiger Zeit muss er erneut zu einer Reise aufbrechen. Diesmal gibt er ihr nebst dem Schlüsselbund noch einen kleinen goldenen Schlüssel, der zu einer Kammer gehöre, die zu betreten er ihr aufs Strengste verbietet. Schon in der ersten Nacht seiner Abwesenheit vermag sie der Versuchung nicht zu widerstehen und öffnet die Kammer. Darin hängen seine früheren Frauen und auf dem Boden ist eine Blutlache. In diese fällt ihr der Schlüssel, den sie am folgenden Tag zu waschen versucht. Da taucht Blaubart unerwartet wieder auf und merkt ihr bald an, dass sie die Kammer geöffnet hat. Er erklärt ihr, dass er sie nun zwangsläufig töten müsse. Es gelingt ihr, etwas Zeit herauszuschinden und zwei vorbeireitende Ritter zu Hilfe zu rufen. Am Ende streichelt sie Blaubarts abgeschlagenes, auf einem Tablett liegendes Haupt.

## Kritik
Björn Lahrmann von Manifest – Das Filmmagazin verwies auf die Abänderungen des ursprünglichen Stoffes durch Breillat, die sich nicht auf die hinzugefügte Rahmenerzählung beschränken. Aus der zur Ehe gezwungenen Kindfrau mache sie eine aktiv rebellierende Mündige, die in einer Art sexueller Konkurrenz zu ihrer älteren Schwester stehe. Der leichtfüßige Film drehe sich um die Triebkräfte Lust, Phantasie und Neugier „in lakonischer Fernsehästhetik und gemäldehaft kadrierten, üppig bis krude ausgestatteten Tableaux vivants“.